# Pulpet

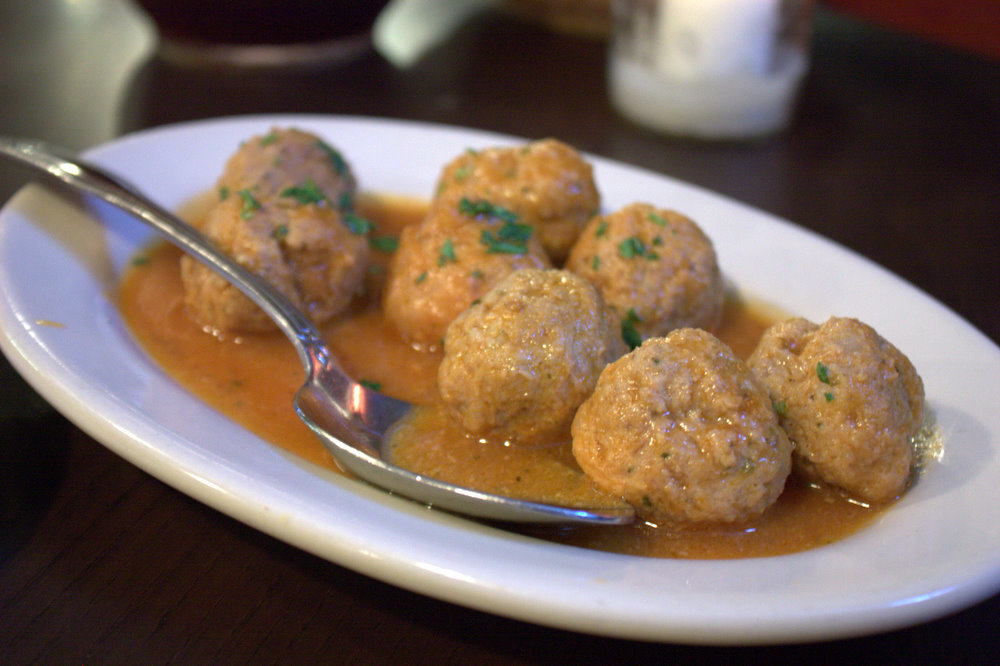
Pulpety al sugo

Pulpet (z języka włoskiego polpetta od polpa, czyli miazga) – gotowana potrawa mięsna na bazie mielonego mięsa, ryb lub podrobów, z dodatkiem jaj, bułki tartej oraz przypraw. Pulpety mogą być spożywane samodzielnie (al sugo) lub jako dodatek do zup. Danie pochodzi z Włoch.